# Waterberg (dystrykt)
Waterberg – dystrykt w Republice Południowej Afryki, w prowincji Limpopo. Siedzibą administracyjną dystryktu jest Modimolle.
Dystrykt dzieli się na gminy:
- Thabazimbi
- Lephalale
- Mookgophong
- Modimolle
- Bela-Bela
- Mogalakwena